# Plagithmysus rubi
Plagithmysus rubi är en skalbaggsart som beskrevs av Perkins 1931. Plagithmysus rubi ingår i släktet Plagithmysus och familjen långhorningar. Inga underarter finns listade i Catalogue of Life.